# Яніс Мазейкс
Яніс Мазейкс (лат. Jānis Mažeiks; 30 січня 1973) — латвійський дипломат. Постійний представник Латвії при Організації Об'єднаних Націй (2013—2018).

## Життєпис
Народився 30 січня 1973 року. Має ступінь магістра з прав людини та демократизації в Падуанському університеті в Італії, а також ступінь бакалавра мистецтв у галузі політичних наук у Латвійському університеті в Ризі.
До того, як очолити відділ політики у сфері прав людини Міністерства закордонних справ у 1999—2001 роках, пан Мазейкс був заступником керівника відділу міжнародних організацій та політики у сфері прав людини у 1998—1999 роках, спочатку прийшовши на закордонну службу як старший офіцер відділу ООН проходив у 1995—1997 роках.
Яніс Мазейкс обіймав різні посади в Міністерстві закордонних справ Латвії, у тому числі директора Департаменту міжнародних організацій та політики прав людини у 2006 році, а також заступника директора та керівника відділу Росії з 2005 по 2006 рік. Він також був заступником постійного представника при Раді Європи у Страсбурзі, Франція, між 2002 і 2005 роками.
З 2011 року і до останнього призначення пан Мазейкс був генеральним директором з економічних і двосторонніх відносин у Міністерстві закордонних справ. Раніше він був постійним представником Латвії в офісі ООН у Женеві та у Світовій організації торгівлі з 2007 по 2011 рік, а раніше був радником президента з питань зовнішньої політики з 2006 по 2007 рік.
3 вересня 2013 року — вручив вірчі грамоти Генеральному секретарю ООН Пан Гі Муну.
З 6 вересня 2021 року — Посол Європейського Союзу в Республіці Молдова.